# 百日回峰行 (大峯)
百日回峰行 (大峯)（ひゃくにちかいほうぎょう）は、奈良県大峰山において金峯山修験本宗で行われる、回峰行の1つ。

## 概要
- 吉野山金峯山寺蔵王堂から大峯山山上ヶ岳頂上までの片道24kmを往復（48km、標高差1,355m）する

### 準備
- 4月27日に大峯山に昇って宿坊の準備を手伝う

### 行程
- 蔵王堂の地獄谷の宿坊に寝起きする
- 前日の午後11時25分に起床し、滝行を行う。
- 参籠所で死出装束を整える
- 0時半頃出発し、山中118箇所の祠で般若心経を称える
- 金峯神社、新茶屋跡、百丁茶屋跡、五番関、泥辻茶屋を経て8時半頃に大峰山頂に到着
- 51日目以降は宿坊で食事の後、元の道を戻る

### 規定
- 最初の50日は片道だけで頂上の宿坊に泊まり、2日で一往復する（隔夜行）
- 51日目以降は1日で一往復
- 往復する期間は、戸開けの5月3日から9月23日の戸閉めまでの山開きの間で行う
- 決して途中で止めることはできない。止める場合は死出紐や短刀で自害する
- 百日回峰行を満行すると翌年以降から千日回峰行を行うことができる。翌年から行う場合は、後半の50日が千日に算入される

#### 条件
- 1年に1人の修行者だけ
- 事前に2年間の修行が必須

## 沿革
- 1942年、天台宗の箱崎文応が大峯山で50日回峰行を行う
- 管長五條順教が、比叡山に回峰行の差定を願いでる
- 百日回峰行が行われるようになる
- 大峯千日回峰行の近代の初代として柳澤眞悟が満行
- 1991年、塩沼亮潤が千日回峰行を満行

## 備考
中世の大峯千日回峰行の満行者として、長谷寺 (いわき市)にある木造十一面観音立像の「胎内銘」にある慶南房頼賢の名が挙げられる